# Ciliosculum
Ciliosculum is een monotypisch geslacht van schimmels uit de familie Hyaloscyphaceae. Het bevat alleen Ciliosculum invisibile.